# 沼津市立静浦小中一貫学校
沼津市立静浦小中一貫学校（ぬまづしりつ しずうらしょうちゅういっかんがっこう）は、静岡県沼津市獅子浜に公立の小中一貫校。2014年（平成26年）4月1日に、「沼津市立静浦小学校」と「沼津市立静浦中学校」を統合する形で発足した。

## 沿革

### 旧・静浦小学校
- 1874年（明治7年）2月15日 - 志下村、馬込村二カ村に「志籠舎」創立。獅子浜村に「培達舎」、口野村に「連高舎」創立[1]。
- 1886年（明治19年）4月1日 - 「共成舎」に「江浦舎」「寛裕舎」「連高舎」を合併し、「駿東郡第十二学区六カ村立静浦小学校」と称する[1]。
- 1887年（明治20年）2月 - 「尋常静浦小学校」と改称[1]。
- 1888年（明治21年） - 「獅子浜尋常小学校」と改称[1]。
- 1889年（明治22年）4月22日 - 「静浦村立静浦尋常小学校」と改称[1]。
- 1892年（明治25年）5月15日 - 「静浦第一尋常小学校」と改称し、口野分校を分離させて「静浦第二尋常小学校」とする[1]。
- 1909年（明治42年）4月 - 両校を合併し、「静浦尋常高等小学校」と改称[1]。
- 1941年（昭和16年）4月 - 国民学校令により、「駿東郡静浦村国民学校」に改称[1]。
- 1944年（昭和19年）4月 - 国民学校令により、「沼津市静浦国民学校」に改称[1]。
- 1947年（昭和22年）4月 - 「沼津市立静浦小学校」と改称[1]。
- 1950年（昭和25年）4月 - 口野分教場が「沼津市立静浦東小学校」として独立[1]。
- 1951年（昭和26年）4月 - 志下分校が「沼津市立静浦西小学校」として独立[1]。
- 1985年（昭和60年）2月23日 - 100周年記念祭（記念式典・児童演劇）を挙行[1]。
- 2010年（平成22年）4月 - 「静浦東小学校」「静浦西小学校」を統合[1]。

### 旧・静浦中学校

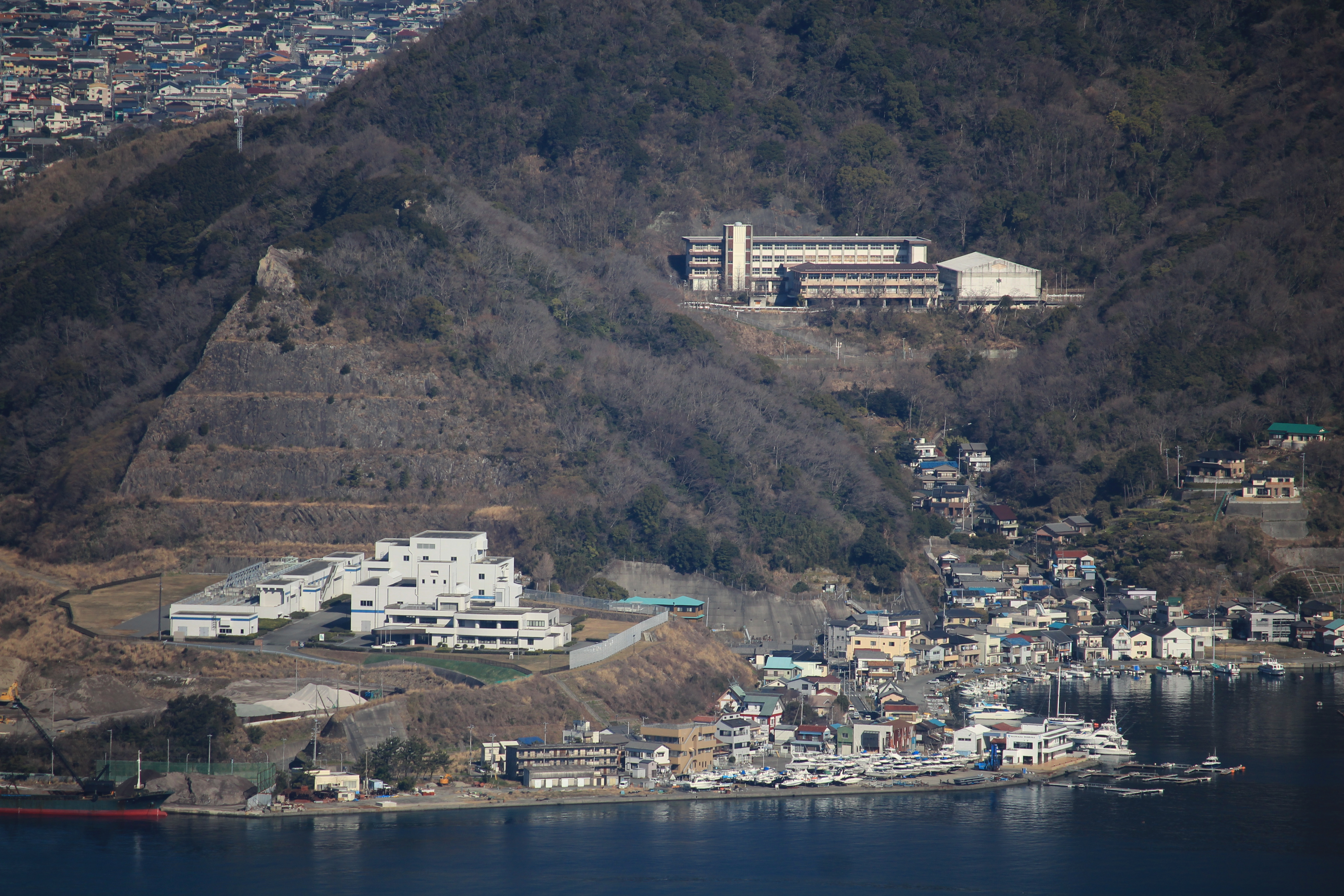
発端丈山から望む高台にあった旧沼津市立静浦中学校、左手前に南部浄化センター（2016年3月1日撮影）

- 1947年（昭和22年）4月 - 「沼津市立第八中学校」開校[2]。
- 1948年（昭和23年）4月 - 「沼津市立静浦中学校」に改称[2]。
- 2010年（平成22年）8月 - 新校舎へ移転[2]。

### 静浦小中一貫学校（統合後・開校までの動きも含む）
- 2010年（平成22年）9月 - 静浦地区小中一貫校基本計画を策定。
- 2012年（平成24年）
  - 9月 - 「沼津の森」植樹祭挙行（大グラウンド南西部分）。
  - 11月 - 学校名を静浦小中一貫学校と決定。
  - 12月 - 大グラウンド開き。
- 2014年（平成26年）
  - 2月 - プール完成。
  - 4月1日 - 獅子浜17番地に開校。
- 2015年（平成27年）3月 - 北駐車場完成。
- 2017年（平成29年）4月 - 沖縄修学旅行開始（京都・奈良方面から行先変更）。

## 校歌
作詞・作曲は中山讓（柚梨太郎 名義）。中山の2014年4月2日リリースのアルバム『笑顔の力 PART Ⅱ』収録曲。

## 通学区域
- 江浦、獅子浜、多比、口野、志下、馬込[3]

## 指定避難所
本校は、以下の地域の避難所に指定されている。
- 江浦、獅子浜、多比、口野

## アクセス
- 東海バス・沼津市自主運行バスN21～N25西浦線「獅子浜」停留所から、徒歩約2分。
- 伊豆箱根バス沼71・沼72・沼77・沼78沼津駅-伊豆長岡駅線「獅子浜」停留所から、徒歩約2分。
- 東名沼津ICから車で約30分。

## 関連事項
- 日本の小中一貫校
- 静岡県小学校一覧
- 静岡県中学校一覧